# Now (Tadżykistan)
Now, Nau (tadż. Нов, ros. Нау) – osiedle typu miejskiego w Tadżykistanie (wilajet sogdyjski); 14 300 mieszkańców (2008). Ośrodek przemysłowy. Funkcjonuje w nim także regionalny teatr.
Zobacz też:
- Nau